# La famiglia Claus 3
La famiglia Claus 3 (De Familie Claus 3) è un film del 2022 diretto da Ruben Vandenborre. È il sequel di La famiglia Claus (2020) e La famiglia Claus 2 (2021).

## Distribuzione
Il film è stato distribuito dall'8 novembre 2023 sulla piattaforma Netflix.